# Фотопсия
Фотопси́я (от др.-греч. φωτός — свет, ὄψις — зрение) — появление в поле зрения беспредметных образов: движущихся точек, пятен, фигур, молний, чаще светящихся, блестящих. Фотопсии в виде искр именуются спинтеризмом. Фотопсии могут наблюдаться при заболеваниях сетчатки, при заболеваниях хрусталика — катаракте, при глаукоме, астигматизме, при кератите или как психопатологический феномен (например, вызванный частым употреблением галлюциногенных веществ или поражением головного мозга) — элементарные зрительные галлюцинации.
Элементарные галлюцинации обычно указывают на неврологическое заболевание (например, опухоли головного мозга (включая доброкачественные), транзиторные ишемические атаки или сосудистые заболевания мозга, синдром позвоночной артерии). Часты фотопсии именно при правополушарной локализации опухоли:375. Фотопсии могут сопровождать ауру у больных эпилепсией:107. Фотопсии также обычно присутствуют в инициальном периоде делирия с фантастическим содержанием (фантастического делирия, алкогольного онейроида), который может возникнуть при повторных металкогольных психозах.